# أغنية نابولية
الأغنية النابولية (بالإيطالية: canzone napoletana)‏هي نتاج مؤلف بشكل عام من اللغة النابولية ذات صوت ذكورى بعزف منفرد ومصحوبة بأله موسيقية. تعد سمة مميزة لمدينة نابولي وإقليمها. كلماتها متنوعة، إلا أنهم اعتادوا على الإشارة إلى مواضيع الحب وطبيعة جنوب إيطاليا. ومن بين هذه الأغنيات الأكثر شهرة تظهر كل من الوحيد ميووعائد إلى سيرينتو والحبال والتران والقديسة لوسيا.

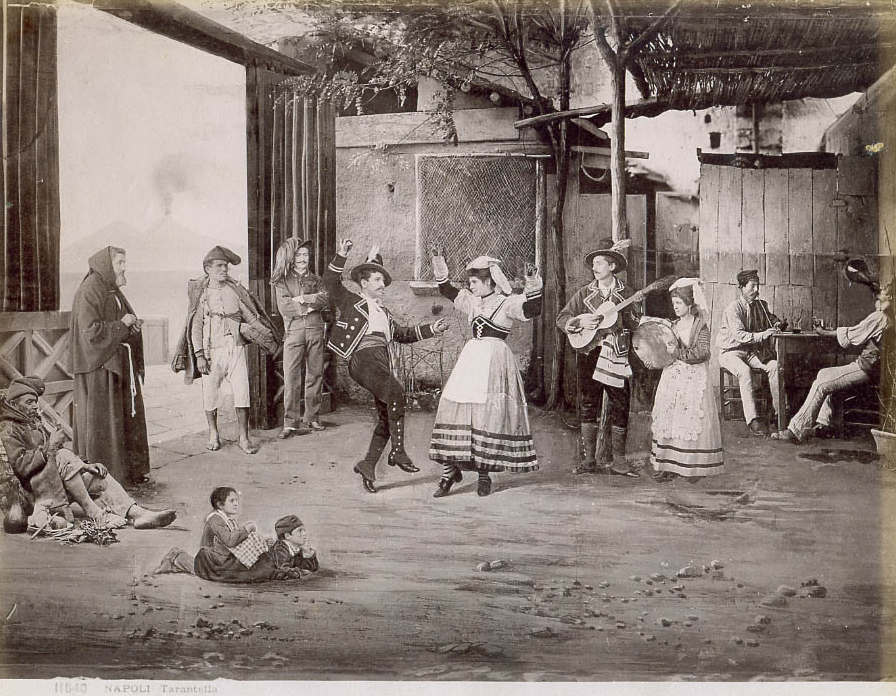

أصبحت الأغنية النابولية موجودة رسميًا على الساحة منذ عقد 1830، بعدما أُقيمت مسابقة للأغنية النابولية خلال مهرجان من بيديجروتا، وهو مهرجانًا مخصصًا إلى عذراء بيديجروتا، صورة شعبية في حي ميرخلين النابولي.
وكانت الأغنية الفائزة في المهرجان الأول تحمل اسم تي بيني لمؤلفها رافائيل ساكو وملحنها فيليبو كامبانيلا، على الرغم من أن موضوعها الموسيقي الأصلي يعود إلى الأصل الأصل الفلكورلي؛ وهناك بعض الآراء التي نسبت هذه الأغنية خطأً إلى جايتانو دونيزيتي، على الرغم من مقال نشر في عام 1984 من قبل مارسيلو كيلر يوضح أنه ليس هناك أدلة تاريخية على صحة إسناد ذلك الأمر. استمر المهرجان حتى عام 1950، عندما ظهر مهرجان نابولي، والمعروف أيضًا باسم مهرجان الأغنية النابولية، ليصبح بديلًا له، وحقق هذا المهرجان نجاحًا كبيرًا على مدار ذلك العقد، إلى أن اختفى في النهاية في عام 1971، على الرغم من محاولته استعادته مرة أخرى، ولكنه لم يحقق النجاح المرجو منه كما حدث في الفترة الأولى.

## الأصل
بدات أصول الأغاني النابولية منذ القرن الثالث عشر، ثم بدأت بشكل رسمي بعد تأسيس الجامعة التي أنشأها نابولي فريدريك الثاني عام 1224. وأصبحت من أهم الأغاني العاطفية التي انتشرت على نطاق واسع مع الشعر والذي كانت تغنيها ربات البيوت في الأيام المشمسة، بوصفه تعبيرًا عفويًا من شعب نابولي، خاصة بعد وجود التناقض بين الطبيعة وصعوبة الحياة. في القرن الخامس عشر، عندما أصبحت لغة نابولي اللغة الرسمية للمملكة، أصبح العديد من الموسيقيين ينشئون الجوقات الشعبية، وبدأ العمل في تأليف المهازل المعبرة والحكايات الطويلة. تعتبر نشأة الموسيقى النابولية قديمة بشكل نسبي بالنسبة للموسيقى في أوروبا، فلقد كان أقليم نابولي يتمتع باستقلالية عرقية وسياسية ولما نشأت في القرن السادس عشر معاهد الموسيقى والمسماة بـالكونسيرفاتوري، والتي أنشئت في الأساس لتعليم الأيتام الموسيقى والأناشيد الدينية. في القرن السابع عشر، تم إنشاء كونسيرفاتوري نابولي والمعروف باسم كونسيرفاتوري أوروبا، والذي عمل فيه العديد من أعلام الموسيقى العالمية مثل ألساندرو سكارلاتي وباغانيني وجواكينو روسيني. بعد افتتاح مسرح سان كارلو الشهير عام 1737، أصبح تحول دور نابولي من الدور المحلي إلى العالمي في نشر الموسيقى. من نوعية الكانسوني نابوليتانا مثل أغنية تورنا أ- سورينتو، أي العودة إلى سورينتو، وهو شاطيء من شواطي نابولي، وهي من تلحين إيرنستو دي كورتيس، والتي تقول فيها الحبيبة لحبيبها محاولة أن تثنيه عن الهجرة «أين سوف تجد هذا الجمال وهذا البحر وهذه السماء وحقول البرتقال إلى أين سوف ترحل عن قلبي ... أرجوك عد إلى سورينتو».كان وأفضل تسجيل لها بصوت الأوبرالي الراحل لوتشانو بافاروتي.

### القرن السادس عشر والفيلانيلا
على وجه الخصوص، كانت فيلانيلا نابولي تمثل الخلفية الأساسية الأولى لتطوير الأغاني النابولية في القرن التاسع عشر، وفي مواضع محددة كانت قد لاقت قبولًا حسنًا من قبل الطبقة المثقفة، سواء بالنسبة للطابع اللعوب واسع الطيف الذي تنتهجه وتعدد الأصوات التي كانت تدعمه بشكل فعال للصوت الرئيسي الواحد. وكانت الأغاني الأكثر شهرة من هذا النوع هي فيلانيلا وفيميني  لاسبودا.

### القرنين السابع عشر والثامن عشر
شهد القرن السابع عشر بأغاني ورقصة الفيلانيلا ازدهارًا كبيرًا. وتظهر الإيقاعات الأولى من هذه الرقصة مع ميتشي ليما الشهيرة، حتى أنها بدت مستوحاة من أغنية من أصل صقلي، إلا أنها نسبت إلى الشاعر والموسيقي والرسام، والناحت والممثل سلفاتور روزا. في القرن التاسع عشر، كان ميلاد الأوبرا الهزلية في نابولي، والتي أثرت ليس فقط على الأغنية بل أيضًا على المسرح الغنائي، سواء بالنسبة للألحان الأوبرالية التي أصبحت منارة للإنتاج الشعبي. وفي عام 1768، ألف بعض الكتاب المجهولين الغواراسينو، والتي أصبحت واحدة من هذه الرقصات الأكثر شهرة، مثل العديد من الأغاني القديمة الأخرى التي أعيدت صياغتها في القرن التالي.

### الأغاني الكلاسيكية في نابولي
هناك عنصرين اثنين ساغدا على انتشار ونجاح الموسيقية الأولى، وهي وجود الطبيعة الشعبية المثلى لانتشار الأغاني، إضافة إلى وجود العديد من المحال الموسيقى ة وناشري الأغاني. وفي كل عام، كانت تستعد منظمة نحن من نابولي لمهرجان الربيع ويطلق عليه مهرجان الربيع النابولي، وكان يضم أنشطة فنية وثقافية عدة، وكانت توزع في نهايته الجوائز السنوية التي تمنحها المنظمة للفنانين والأدباء المميزين على مدار العام، ويأتي على رأس هذه الجوائز جائزة أنتونيو أكوتشيلا الشهيرة. كان المهرجان يتميز بأن الموسيقى والفنون الأدائية التقليدية تستحوذ على أكثر من 70% من أنشطته، وكان هذا ما يميزه عن معظم مهرجانات إيطاليا وتظاهراتها الثقافية ويزوره سنويًا أكثر من 90 ألف زائر من خارج إيطاليا بحيث أصبح من أهم المناسبات الثقافية في أوروبا والعالم أجمع.